# Cresco
Cresco és una població dels Estats Units a l'estat d'Iowa. Segons el cens del 2000 tenia 3.905 habitants.

## Demografia
Segons el cens del 2000, Cresco tenia 3.905 habitants, 1.652 habitatges, i 1.004 famílies. La densitat de població era de 456,9 habitants per km².
Dels 1.652 habitatges en un 30,5% hi vivien nens de menys de 18 anys, en un 49% hi vivien parelles casades, en un 8,1% dones solteres, i en un 39,2% no eren unitats familiars. En el 35% dels habitatges hi vivien persones soles el 19,5% de les quals corresponia a persones de 65 anys o més que vivien soles. El nombre mitjà de persones vivint en cada habitatge era de 2,27 i el nombre mitjà de persones que vivien en cada família era de 2,95.
Per edats la població es repartia de la següent manera: un 25,6% tenia menys de 18 anys, un 7,1% entre 18 i 24, un 26,1% entre 25 i 44, un 18,5% de 45 a 60 i un 22,8% 65 anys o més.
L'edat mediana era de 39 anys. Per cada 100 dones de 18 o més anys hi havia 87 homes.
La renda mediana per habitatge era de 32.236 $ i la renda mediana per família de 43.682 $. Els homes tenien una renda mediana de 30.088 $ mentre que les dones 21.444 $. La renda per capita de la població era de 18.190 $. Entorn del 2,1% de les famílies i el 6,8% de la població estaven per davall del llindar de pobresa.

## Poblacions més properes
El següent diagrama mostra les poblacions més properes.

## Fills il·lustres
- Norman Borlaug (1914 - 2009), enginyer agrònom, Premi Nobel de la Pau de l'any 1970.